# سیارک ۱۹۹۶۹
سیارک ۱۹۹۶۹ (به انگلیسی: 19969 Davidfreedman، نامگذاری:1988PR) نوزده هزار و نهصد و شصت و نهمین سیارک کشف شده‌است که در ۱۱ اوت ۱۹۸۸ کشف شد.